# Alf Kjellin
Alf Gunnar Helgesson Kjellin, född 28 februari 1920 i Lund, död 5 april 1988 i Beverly Hills i Kalifornien i USA, var en svensk skådespelare, manusförfattare och regissör. Under många år bodde och verkade Kjellin inom USA:s filmindustri.

## Biografi

### Bakgrund
Kjellin föddes i Lund men från åtta till 17 års ålder bodde han i Karlstad, där fadern Helge Kjellin 1928 tillträtt tjänsten som chef för Värmlands museum. Modern Stina Kjellin var konservator och konstnär.
Alf Kjellin flyttade som sjuttonåring till Stockholm, där han utan framgång (det blev avslag på grund av hans låga ålder) sökte in till Dramatens elevskola. Han fick i stället 1937 ett elevkontrakt med Svensk filmindustri och filmdebuterade samma år i Gustaf Edgrens John Ericsson – segraren vid Hampton Roads. Han var sedan engagerad vid olika teatrar i mindre roller.

### Genombrott och USA-karriär
Det stora genombrottet kom med filmen Hets (1944). Därefter följde en rad svenska filmframgångar, inklusive 1946 års bondedrama Driver dagg faller regn. 1947 utförde Svenska Gallup en opinionsundersökning, där Kjellin placerade sig som den mest populäre manlige svenske skådespelaren, vilket också ledde till att USA:s filmindustri fick upp ögonen för honom. Samma år flyttade han över till Hollywood, där han 1949 debuterade i Vincente Minnellis Madame Bovary under artistnamnet Christoper Kent. Efter sex år i USA flyttade han hem till Sverige igen 1953 och fortsatte filmkarriären på hemmaplan. Sedan återvände han mer permanent till USA 1964.
I Hollywood fick Kjellin aldrig någon större karriär som skådespelare. Däremot gjorde han sig ett namn som regissör, inte minst inom den uppväxande TV-industrin. Kjellin regisserade avsnitt av de amerikanska TV-serierna Columbo, Bröderna Cartwright, Mannen från UNCLE, Hawaii Five-O, Familjen Macahan, Lilla huset på prärien, Dynastin samt tre avsnitt av På farligt uppdrag.

### Senare år
Dessutom regisserade Alf Kjellin enstaka svenska filmer under 1950- och 1960-talet. År 1983 återkom han som skådespelare i svenska produktioner, med TV-serien Vid din sida.
Alf Kjellin avled 1988 och var då bosatt i Beverly Hills i Kalifornien. Han är begravd på gamla kyrkogården i Filipstad

### Privatliv
Åren 1941–1954 var han gift med skådespelaren Karin Nordgren (1919–2001) och 1958–1973 med skådespelaren Gun Hellberg (1938–2018). I första äktenskapet föddes en son och i det andra föddes fem barn.

## Filmografi i urval

### Roller
- 1937 – John Ericsson – segraren vid Hampton Roads
- 1939 – Kadettkamrater
- 1939 – Gläd dig i din ungdom
- 1940 – Stål
- 1940 – Juninatten
- 1940 – Hans Nåds testamente
- 1941 – Den ljusnande framtid
- 1941 – Striden går vidare
- 1943 – Natt i hamn
- 1944 – Den osynliga muren
- 1944 – Hets
- 1944 – Appassionata
- 1944 – Prins Gustaf
- 1945 – Vandring med månen
- 1946 – Driver dagg faller regn
- 1946 – Iris och löjtnantshjärta
- 1947 – Tösen från Stormyrtorpet
- 1947 – Kvinna utan ansikte
- 1949 – Madame Bovary
- 1949 – Singoalla
- 1950 – Den vita katten
- 1950 – Sånt händer inte här
- 1953 – Göingehövdingen
- 1953 – Ingen mans kvinna
- 1954 – Flicka utan namn
- 1955 – Flickan i regnet
- 1955 – Blockerat spår
- 1955 – Het är min längtan
- 1956 – Främlingen från skyn
- 1957 – Sommarnöje sökes
- 1957 – Gäst i eget hus
- 1958 – Lek på regnbågen
- 1961 – Karneval
- 1961 – Två levande och en död
- 1963 – The Victors
- 1968 – Polarstation Zebra svarar ej
- 1983 – Vid din sida (TV-serie)

### Filmmanus
- 1943 – Natt i hamn
- 1955 – Flickan i regnet

### Regi
- 1955 – Flickan i regnet
- 1957 – Sjutton år
- 1957 – Möten i skymningen
- 1959 – Det svänger på slottet
- 1959 – Bara en kypare
- 1961 – Lustgården
- 1962 – Siska
- 1969 – The McMasters
- 1974 – Columbo (TV-serie)
- 1979 – Familjen Macahan (TV-serie)

## Teater

### Roller
| År   | Roll                | Produktion                                          | Regi               | Teater            |
| ---- | ------------------- | --------------------------------------------------- | ------------------ | ----------------- |
| 1943 | Vitinghofen         | Niels Ebbesen Kaj Munk                              | Ingmar Bergman     | Dramatikerstudion |
| 1943 | Chris Bunting       | Den okuvliga Mr Bunting Robert Greenwood            | Martha Lundholm    | Vasateatern       |
| 1944 | Earlen av Harpenden | Solsken då och då Terence Rattigan                  | Martha Lundholm    | Vasateatern       |
| 1945 | Michael Brown       | Olivia Terence Rattigan                             | Ernst Eklund       | Vasateatern       |
| 1950 | Peter Stuart        | Äktenskapsbrott (Breach of Marriage) Dan Sutherland | Per-Axel Branner   | Nya Teatern       |
| 1956 | Soldaten            | Graven under Triumfbågen Paul Raynal                | Harry Roeck Hansen | Blancheteatern    |